# Isabella Ford
Isabella Ormston Ford (1855-1924) foi uma escritora e sufragista inglesa. Foi oradora e escreveu panfletos sobre questões relacionadas ao socialismo, ao feminismo e aos direitos dos trabalhadores. Após envolver-se com os direitos das mulheres de trabalhadores em moinhos, Ford passou a participar do ativismo sindical na década de 1880. Integrante do comitê nacional do conselho administrativo do Partido Trabalhista Independente, ela foi a primeira mulher a falar em uma conferência do Comitê de Representação Trabalhista (que se tornou o Partido Trabalhista).

## Biografia
Isabella Ford nasceu em 23 de maio de 1855, em Headingley, Leeds, no norte da Inglaterra. Ela foi a caçula de oito filhos de Robert Lawson Ford e Hannah (nascida Pease), Quakers. A mãe dela era prima da abolicionista Elizabeth Pease Nichol. Seu pai era um advogado que dirigia escola noturna local, voltada a filhas de trabalhadores de moinhos. O contato com as alunas na escola de seu pai deram Ford e suas irmãs uma compreensão sobre as diferenças de classe e os interesses associados às condições de trabalho. Quando ela tinha 16 anos, ela começou a lecionar nessa escola.
Na década de 1880, Ford passou a se envolver com sindicatos. Ela trabalhou com costureiras que estavam em campanha por melhores condições de trabalho; ela ajudou a formar um de seus sindicatos e participou de sua greve, em 1889. Em 1890-1891, marchou com os trabalhadores de Manningham Mills em Bradford. Como resultado de seu envolvimento, ela foi eleita membro vitalícia do Conselho Sindical de Leeds.
Ela ajudou a fundar o Partido Trabalhista Independente (ILP), em Leeds, e foi presidente do Sindicato de Costureiras de Leeds. Atuou na organização sindical, na defesa do socialismo e na do sufrágio feminino. Ela superou sua natural timidez para tornar-se uma experiente oradora pública, falando em muitas reuniões relacionadas ao socialismo, aos direitos dos trabalhadores e à emancipação das mulheres. Ela escreveu vários panfletos, bem como uma coluna no Leeds Forward. Em 1895, foi eleita conselheira municipal em Leeds.
Em 1900, Ford tornou-se militante profissional da ILP e foi eleita para o conselho de direção nacional. Com isso, envolveu-se mais no movimento sufragista nacional. Em 1903 ela falou na conferência anual do Comitê de Representação Trabalhista (mais tarde, o Britânico Partido Trabalhista), sendo a primeira mulher a fazê-lo.
Depois de um debate com a futura política Margaret Bondfield, em 1904. Sylvia Pankhurst descreveu Ford como "uma mulher de meia-idade, com o rosto vermelho e um chapéu esmagado sobre seus cabelos lisos, cuja natureza ainda me parecia ... mais gentil e profunda do que a de sua antagonista, mais nova".

### Vida pessoal
Ford foi amiga do político Philip Snowden, do escritor socialista Edward Carpenter, do poeta Walt Whitman, de Josephine Butler, de Millicent Fawcett e de Olive Schreiner. Ela viveu a maior parte de sua vida adulta com suas irmãs Bessie e Emily em Adel Grange, a casa em Leeds onde a família se mudou quando ela tinha 10 anos. Bessie Ford morreu em 1919 e suas irmãs se mudaram para uma pequena propriedade chamada Adel Willows em 1922. Isabella Ford morreu em 14 de julho de 1924.

## Trabalhos
- Miss Blake of Monkshalton (1890)
- On the Threshold (1895)
- Mr Elliott (1901)
- The Secret Diaries of Ciara Loughlin